# Pet Sounds
Pet Sounds é o décimo primeiro álbum de estúdio da banda de rock americana The Beach Boys, lançado 16 de maio de 1966 pela Capitol Records. O álbum se caracteriza por ser diferente dos trabalhos anteriores da banda: no lugar do habitual rock and roll e da temática surf que os caracterizava, no disco predomina o pop barroco, com um conteúdo lírico mais sofisticado, sendo mais reflexivo e sentimental.
O líder do projeto, Brian Wilson, decidiu deixar de lado os concertos e turnês para se concentrar no trabalho de estúdio durante a gravação de Pet Sounds. A maior parte das composições e arranjos foram feitas por ele. De acordo com sua ideia, o álbum teria elaboradas harmonias vocais, efeitos sonoros, e instrumentos não convencionais como instrumentos árabes, eletro-teremim, sinos de bicicletas, campainhas, latas e garrafas de Coca-Cola, e latidos de cães. Tudo isso com teclados e guitarras mais habituais. Todas estas inovações contribuíram para um som rico e original, incomum para a música da época. O álbum teve um impacto significativo no desenvolvimento da música pop e do rock em geral, inspirando diversos músicos a utilizarem diversos instrumentos musicais em suas próprias gravações.
Considerado um dos discos mais influentes da música pop, classificado como primeiro lugar em várias listas de maiores álbuns de todos os tempos em revistas especializadas como a New Musical Express, The Times e a revista Mojo. Em 2003, foi classificado como segundo lugar na lista dos 500 melhores álbuns de sempre feita pela revista Rolling Stone. Está incluido na lista dos 200 álbuns definitivos no Rock and Roll Hall of Fame

## Antecedentes
A faixa "Sloop John B" antecedeu a gravação do resto do LP por alguns meses, mas ele provou ser um ponto crucial no desenvolvimento do álbum. Foi uma canção folclórica tradicional do Caribe que tinha sido sugerida a Brian pelo membro do grupo Al Jardine. Wilson gravou uma faixa de apoio em 12 de julho de 1965, mas, depois, ele deixou a música de lado por algum tempo, e concentrou-se na gravação do que se tornou seu próximo álbum, o "ao vivo no estúdio" Beach Boys' Party!.
O verdadeiro catalisador para Pet Sounds foi a versão americana do LP Rubber Soul, do The Beatles, lançado em dezembro de 1965. Wilson lembrou mais tarde as suas primeiras impressões do álbum inovador:
| “ | "Eu realmente não estava completamente pronto para a unidade. Parecia que todas (as músicas) eram juntas. Rubber Soul era uma coleção de canções que de alguma forma eram juntas como nenhum álbum já feito antes, e fiquei muito impressionado. Eu disse, ‘É isso. Eu realmente sou desafiado a fazer um grande álbum." | ” |

No início de janeiro 1966 Brian contatou Tony Asher, um jovem compositor e redator que trabalhava com jingles publicitários, e com quem Brian tinha encontrado em um mês de gravação no estúdio de Hollywood. Dentro de dez dias, eles estavam escrevendo juntos. Wilson tocou algumas das músicas e deu-lhe uma fita cassete para terminar uma peça com o título de trabalho "In My Childhood", que tinha letra, mas Wilson recusou-se a mostrá-la a Tony, que escreveu uma nova letra. O resultado acabou sendo renomeado "You Still Believe in Me" e com a beleza e consistência da letra, Tony Asher convenceu Brian de que era o colaborador que ele estava procurando.

## Escrita e composição
A maioria das canções do álbum foram escritas durante dezembro de 1965 e janeiro de 1966. Enquanto a maioria foi composta com Tony Asher, "I Know There's an Answer" foi co-escrita por Mike Love e um outro novo parceiro, Terry Sachen.
Mike Love é co-creditado na trilha de abertura do álbum, "Wouldn't It Be Nice", e "I Know There's an Answer", mas com exceção de seu co-crédito em "I'm Waiting for the Day" (originalmente com direitos autorais em fevereiro de 1964, com Wilson sozinho), suas contribuições são pensadas como tendo sido mínimas. O grau exato de contribuição de Mike Love em "Wouldn't It Be Nice" ainda é nebuloso, mas sob juramento em um tribunal de justiça, Tony Asher declarou que consistiu apenas no trecho final: "Good night my baby/Sleep tight, my baby."
Mike e os outros Beach Boys foram surpreendidos por um novo som de Brian (e as letras de Asher), quando eles voltaram da turnê do Extremo Oriente para gravar seus vocais. Mike, em particular, ficou perplexo com o abandono completo da antiga fórmula de sucesso do grupo.
Mike Love se opôs veementemente à versão original de "I Know There's an Answer". Se opunha ao título original da canção, "Hang On to Your Ego", e insistiu para que fosse reescrita e renomeada.
A letra original criou uma grande celeuma dentro do grupo. "Eu estava consciente de que Brian estava começando a experimentar o LSD e outras substâncias psicodélicas. O jargão de drogas em vigor no momento dizia que altas doses de LSD quebrariam o seu ego, como se isso fosse uma coisa positiva... eu não estava interessado em tomar ácido ou me livrar do meu ego", explicou Mike Love. Jardine lembrou que a decisão de mudar a letra acabou por ser tomada por Brian Wilson. "Brian estava muito preocupado. Queria saber o que nós pensamos sobre isso. Para ser honesto, eu acho que nem sabia o que era um ego... Finalmente Brian decidiu, 'Esquece. Eu estou mudando a letra. Há muita controvérsia.'" Terry Sachen, que co-escreveu as letras revisadas para esta canção, era road manager dos Beach Boys em 1966.
O álbum inclui duas faixas instrumentais sofisticadas, a saudosa "Let's Go Away for Awhile" - com um título de trabalho em parênteses "And Then We'll have World Peace" - e a faixa-título, "Pet Sounds" (originalmente "Run, James, Run", a sugestão é que ela seria oferecida para uso em um filme de James Bond, o que não aconteceu). O subtítulo de "Let's Go Away For A While" era um bordão de um dos discos favoritos de Brian: John Brent e Del Close How To Speak Hip (1959). Ambos os títulos foram registrados como backing tracks de músicas já existentes, mas Wilson decidiu que as faixas funcionavam melhor sem vocais e assim as deixou. Um terceiro instrumental chamado "Trombone Dixie", tinha sido completamente gravado, mas ele permaneceu nos cofres até a sua inclusão no relançamento do álbum remasterizado, em 1990.

## Gravação
Com a escrita em bom caminho, Wilson trabalhou rapidamente através de Janeiro e início de fevereiro de 1966, na gravação de seis faixas de apoio para o novo material. Quando os outros Beach Boys retornaram de uma turnê de três semanas no Japão e Havaí, eles foram surpreendidos com uma parcela substancial de um novo álbum, com um tipo de música que representava em muitos aspectos, uma mudança radical em suas tentativas anteriores. Ambos Tony Asher e Brian Wilson disseram que houve resistência ao projeto dentro do grupo, mas nesta ocasião, a crença de Wilson em seu novo trabalho convenceu os outros membros.
Todas as faixas de apoio para Pet Sounds foram gravados ao longo de um período de quatro meses em grandes estúdios de Los Angeles (Gold Star Studios, United Western Recorders e Sunset Sound) e um elenco que incluía alguns músicos conceituados, incluindo o guitarrista de jazz, Barney Kessel, a baixista Carol Kaye e o baterista Hal Blaine. Todas as faixas foram produzidas e arranjadas por Brian Wilson, que também escreveu ou co-escreveu todas as faixas, exceto "Sloop John B."
Brian tinha desenvolvido seus métodos de produção ao longo de vários anos, trazendo-os ao seu auge com a gravação de Pet Sounds, durante o final de 1965 e início de 1966. sua abordagem foi em alguns aspectos, um desenvolvimento e refinamento do famoso "Wall of Sound", técnica criada por seu mentor e rival Phil Spector. Na verdade Wilson declarou que ele nomeou o álbum com as iniciais de Spector. Como Spector, Brian Wilson foi pioneiro do conceito de estúdio como instrumento, explorando novas combinações de sons que surgiram a partir do uso de múltiplos instrumentos elétricos e vozes em um conjunto e combinando-os com eco e reverberação. Wilson produziu faixas de grande complexidade com sua equipe regular às vezes conhecidos coletivamente como "The Wrecking Crew ". Ele freqüentemente duplicou baixo, guitarra e teclado, misturando-os com a reverberação e adicionando outros instrumentos pouco usuais.
Embora fosse um músico autodidata, Wilson muitas vezes tinha os arranjos todos trabalhados em sua cabeça (e que geralmente eram escritos em uma forma abreviada). As fitas de suas sessões de gravação mostram que ele era notavelmente aberto a contribuições de seus músicos, muitas vezes levando em conta conselhos e sugestões.
Apesar da disponibilidade de gravação, Brian Wilson mixou a versão final de suas gravações em mono, como fazia Phil Spector. Também foi motivado pelo conhecimento de que, naquela época, o rádio e a TV eram transmitidos em mono, e rádios e toca-discos eram monofônicos. Outra e mais uma razão para a preferência pessoal de Wilson de gravação em mono era devido ele ser quase totalmente surdo do ouvido direito. Alguns rumores dizem ser o resultado de um ferimento de infância em seu tímpano causado por um golpe de seu violento pai Murry Wilson, mas Wilson alegou que nasceu surdo de um ouvido.
Em 15 de fevereiro, o grupo viajou para o San Diego Zoo para fazer as fotos para a capa do novo álbum, que já havia sido chamado Pet Sounds. As fotos em que os Beach Boys alimentavam uma variedade de caprinos foi uma brincadeira com título escolhido do álbum, Pet Sounds. O título veio do desejo de Brian de prestar homenagem a Phil Spector, nomeando o álbum com suas iniciais, e a ideia de que o ouvido no álbum era 'pet', ou favoritos, sons. Dois dias depois, Wilson estava de volta ao estúdio com sua banda de sessão, para estabelecer a primeira leva de sessões para uma nova composição,"Good Vibrations". Por volta de 23 de fevereiro, Wilson deu a Capitol uma listagem completa provisória para o novo LP, que incluía tanto "Sloop John B" quanto "Good Vibrations". Isto contradiz o equívoco de muito tempo em que se considerou que "Sloop John B" foi uma inclusão forçada como o single de sucesso, por insistência do Capitol. Para surpresa do grupo, ele tirou "Good Vibrations" da ordem de execução, dizendo que queria passar mais tempo trabalhando nela. Al Jardine recorda:
| “ | Na época, todos tínhamos assumido que "Good Vibrations" iria estar no álbum, mas Brian decidiu mantê-la fora. Foi um julgamento de sua parte, sentimos de outra forma, mas deixamos a decisão final com ele." | ” |

O mês de Março e início de Abril foi dedicado aos últimos e cruciais ajustes e a gravação dos vocais, um processo que provou ser o trabalho mais exigente do grupo até então realizado.

## Lançamento
Em meados de abril Pet Sounds foi terminado e havia sido submetido a Capitol. "Caroline, No", foi lançado como um single solo, creditado apenas a Brian Wilson, levando a especulações de que ele estava pensando em deixar a banda. O single alcançou a posição # 32 nos Estados Unidos.
"Sloop John B" foi extremamente bem sucedido, marcando # 3 nos Estados Unidos. [17] e # 2 na Grã-Bretanha. Wouldn't It Be Nice" alcançou # 8 nos Estados Unidos. A sua outra face "God Only Knows", foi outro # 2 na Grã-Bretanha, mas só atingiu # 39 nos Estados Unidos.
O LP entrou no Top Ten nos Estados Unidos, desmentindo a sua reputação como um fracasso comercial por lá. Na Austrália, o álbum foi lançado sob o título The Fabulous Beach Boys.
Pet Sounds foi maior sucesso no Reino Unido, onde alcançou o 2º lugar nas paradas. O sucesso lá foi auxiliado por um apoio considerável da indústria da música britânica, que abraçou calorosamente o registro. Paul McCartney falou muitas vezes sobre o álbum e sua influência sobre os Beatles. Foi alegado que o empresário dos Rolling Stones, Andrew Oldham, colocou propagandas não solicitadas louvando o álbum, mas uma pesquisa da imprensa pop do Reino Unido não conseguiu descobrir qualquer anúncio.
No entanto, como Beach Boys 'Party!, Pet Sounds não conseguiu chegar a ouro no seu lançamento inicial nos Estados Unidos, onde alcançou # 10, o que deixou Brian profundamente decepcionado. Grande parte da culpa por sua morna fortuna comercial foi a Capitol Records, que não promoveu o álbum tão pesadamente como lançamentos anteriores da banda. Pet Sounds finalmente foi ouro e platina em 2000.

## Versões
Em 1990, Pet Sounds foi lançado em CD com três faixas bônus: "Unreleased Backgrounds" (na verdade, uma seção vocal não utilizada para "Don't Talk (Put Your Head on My Shoulder"), "Hang On To Your Ego" e "Trombone Dixie". Todos foram descritos como inéditos.
Em 1997, The Pet Sounds Sessions box set foi lançado. A caixa incluía o lançamento mono original, a versão estéreo e três CDs de out-takes e ensaios. A mixagem em estéreo foi lançada em 1999 em vinil e em CD e novamente em 2001, juntamente com o lançamento do CD com a mixagem mono, com "Hang On To Your Ego" (a versão original de "I Know There's an Answer") como uma faixa bônus.
As gravações da turnê de concertos de Brian Wilson, em que ele reproduz todo o álbum ao vivo no palco, foram lançadas como Pet Sounds Live, em 2002.
Em 29 de agosto de 2006, a Capitol lançou 40th Anniversary edition of Pet Sounds. A nova compilação contém o disco com mixagem em mono de 2006, DVD (estéreo e Surround Sound), e um "making of". Os discos foram lançados em uma caixa regular e uma edição de luxo foi lançado em uma caixa verde difusa.
Em 2 de setembro de 2008, foi lançada uma versão reeditada replicando a obra original (incluindo o encarte) com o mixagem mono original em vinil 180 gramas.

## Recepção
Apesar de não ser um grande vendedor para a banda, originalmente, Pet Sounds foi influente desde o dia em que foi lançado. Foi elogiado na imprensa musical e defendido por muitas estrelas pop.
Os Beatles, por exemplo, disseram que Pet Sounds foi uma grande influência sobre Sgt. Pepper's Lonely Hearts Club Band e Paul McCartney tem repetidamente nomeado como um dos seus álbuns favoritos (com "God Only Knows" como sua canção favorita). O Produtor dos Beatles, George Martin, afirmou que "Sem Pet Sounds, Sgt. Pepper não teria acontecido... Pepper foi uma tentativa de igualar Pet Sounds."
Outros artistas também consideram Pet Sounds como um dos melhores álbuns de todos os tempos. Eric Clapton afirmou: "Eu considero Pet Sounds um dos maiores LPs pop já lançados.
Elton John disse do álbum: "Para mim, dizer que fiquei encantado seria uma subavaliação. Eu nunca tinha ouvido essa mágica de sons, gravados de forma surpreendente. Sem dúvida, mudou a maneira que eu, e inúmeros outros, abordaram a gravação. É um registro atemporal e uma gravação de incrível beleza e gênio."
Em 1995, quase trinta anos depois de seu lançamento, um grupo de músicos, compositores e produtores reunidos pela revista MOJO o aclamaram como "o melhor álbum já feito". Foi o número 1 na lista "Os 100 Melhores Álbuns" da New Musical Express.
Em 2006, o álbum foi escolhido pela TIME como um dos 100 melhores álbuns de todos os tempos.

## Faixas
Todas as músicas por Brian Wilson e Tony Asher, exceto onde indicado.

### Lado A
1. "Wouldn't It Be Nice" (Wilson, Asher, Mike Love) – 2:22
  - Brian Wilson e Mike Love nos vocais
2. "You Still Believe In Me" – 2:30
  - Brian Wilson nos vocais
3. "That's Not Me" – 2:27
  - Mike Love nos vocais
4. "Don't Talk (Put Your Head On My Shoulder)" – 2:51
  - Brian Wilson nos vocais
5. "I'm Waiting For the Day" – 3:03
  - Brian Wilson nos vocais
6. "Let's Go Away for Awhile" (Wilson) – 2:18
  - Instrumental
7. "Sloop John B" – 2:56
  - Brian Wilson, Mike Love e Carl Wilson nos vocais

### Lado B
1. "God Only Knows" – 2:49
  - Carl Wilson nos vocais, Brian Wilson & Bruce Johnston on the tag
2. "I Know There's An Answer" (Wilson, Terry Sachen, Mike Love)  – 3:08
  - Mike Love, Al Jardine, e Brian Wilson nos vocais; originalmente chamada "Hang On to Your Ego"
3. "Here Today" – 2:52
  - Mike Love nos vocais
4. "I Just Wasn't Made For These Times" – 3:11
  - Brian Wilson nos vocais
5. "Pet Sounds" (Wilson)– 2:20
  - Instrumental
6. "Caroline, No" – 2:52
  - Brian Wilson nos vocais

### Singles
1. ""Caroline, No" b/w "Summer Means New Love" (Capitol 5610), 7 de Março de 1966 # 32 nos Estados Unidos. (creditado a Brian Wilson)
2. ""Sloop John B" b/w "You're So Good to Me" (Capitol 5602), 21 de Março de 1966 Estados Unidos # 3; Reino Unido # 2
3. ""Wouldn't It Be Nice" b/w "God Only Knows" (Capitol 5706), 11 de Julho de 1966 E.U. # 8 ("God Only Knows" Estados Unidos #39; Reino Unido #2)
4. ""Let's Go Away for Awhile" caracterizado como o lado B para o "Good Vibrations"
5. ""Here Today" caracterizado como o lado B de "Darlin'"

## Créditos
Membros da Banda
- Al Jardine - vocais, tamborim
- Bruce Johnston - vocais
- Mike Love - vocais
- Brian Wilson - vocais, órgão, piano
- Carl Wilson - vocais, guitarra
- Dennis Wilson - vocais, bateria

Músicos
- Arnold Belnick - violino
- Chuck Berghofer - vertical bass
- Hal Blaine - bateria, percussão
- Norman Botnick - viola
- Glen Campbell - guitarra
- Al Casey - guitarra
- Ray Caton - trompete
- Jerry Cole - guitarra
- Kyle Burkett - guitarra
- Andrew Maxson - baixo
- Gary Coleman - percussão
- Mike arul - guitarra
- Al de Lory - piano, cravo, órgão
- Joseph DiFiore - Viola
- Justin DiTullio - violoncelo
- Steve Douglas - saxofones, clarinete, percussão, flauta
- Jesse Erlich - violoncelo
- Ritchie Frost - bateria, percussão
- Carl Fortina - acordeom
- James Getzoff - violino
- Jim Gordon - bateria, percussão
- Bill Green - saxofone, flauta, percussão
- Leonard Hartman - English horn, Inglês buzina, clarinetes
- Jim Horn - saxofones, flauta
- Paul Horn - saxofone
- Harry Hyams - Viola
- Jules Jacob - flauta
- Plas Johnson - saxofones, percussão
- Carol Kaye - baixo elétrico
- Barney Kessel - bandolim, violão
- Bobby Klein - saxofone
- Larry Knechtel - órgão
- William Kurasch - violino
- Leonard Malarsky - violino
- Frank Marocco - acordeom
- Gail Martin - trombone
- Nick Martínis - tambores
- Terry Melcher - pandeiro
- Mike Melvoin - cravo
- Jay Migliori - saxofones, clarinetes, flautas
- Tommy Morgan - harmonica Tommy Morgan - gaita
- Jack Nimitz - saxofone
- Bill Pitman - guitarra
- Ray Pohlman - bandolim, guitarra, baixo elétrico
- Don Randi - piano
- Jerome Reisler - violino
- Lyle Ritz - vertical bass, Ukulele
- Alan Robinson - French horn Alan Robinson - Francês chifre
- Joseph Saxon - violoncelo
- Ralph Schaffer - violino
- Sid Sharp - violino
- Billy Strange - guitarra
- Ron Swallow - pandeiro
- Ernie Tack - trombone
- Paul Tanner - electrotheremin
- Darrel Terwilliger - Viola
- Tommy Tedesco - guitarra
- Julius Wechter - percussão
- Jerry Williams - percussão
- Tibor Zelig - violino

Outros envolvidos
- Ralph Balantin - Engenheiro
- Bruce Botnick - Engenheiro
- Chuck Britz - Engenheiro
- David H. Bowen - Engenheiro
- Larry Levine - Engenheiro